# Nordwestwind
Nordwestwind (Originaltitel: Noroît) ist ein Film von Jacques Rivette aus dem Jahr 1976. Rivette bezeichnete den Film aus Teil 3 seiner, nicht vollständig realisierten, Serie Scènes de la vie parallèle (Szenen aus dem parallelen Leben).

## Handlung
Pure Phantasie, ausgehend von einer Tragödie aus dem frühen siebzehnten Jahrhundert – Cyril Tourneurs The Revenger’s Tragedy, in Szene gesetzt in einer am Meer gelegenen Burg und in der sie umgebenden schroffen Landschaft.
Der Ort der Handlung – „eine kleine Insel im Atlantik, in einiger Entfernung von einer größeren“ verkündet ein Insert – bleibt so unbestimmt wie die Zeit.
Der Film beginnt mit den Klagen Morags an der Leiche ihres Bruders Shane. Für seinen Tod macht sie Giulia und deren Piratenbande verantwortlich und sie schwört Rache. Ihre einzige Verbündete ist Erika, die gleich in der zweiten Szene, auf einem Felsen am Meer, eine Frau aus Giulias Bande erschlägt. Erika will den Kampf schon aufgeben, aber Morag ist sich ihres Zieles sicher: „Dreizehn sind noch am Leben.“
Immer neue Allianzen, Konspirationen, Kämpfe. Aber: die Einzelheiten der Handlung werden letztendlich zum am wenigsten relevanten Aspekt dieses Films.
Am Ende der Tragödie haben alle Figuren den Tod gefunden.

## Varia

### Die Drehorte
Die Innenaufnahmen fanden im Château de la Roche-Jagu, die Außenaufnahmen in den Burganlagen und in der Umgebung des Fort la Latte statt; beide sind in der Bretagne gelegen.

### Die Filmmusik
Die Musik des Films – Jean und Robert Cohen-Solal und Daniel Ponsard spielen Kontrabass, Querflöte, Congas und Perkussionsinstrumente – wurde ausnahmslos direkt am Set aufgenommen. Häufig sind dabei nicht nur die Schauspieler, sondern auch die Musiker im Bild, so dass der Zuschauerin, dem Zuschauer immer bewusst bleibt, nichts anderes als in Szene gesetzte Fiktion zu sehen.

## DVD
Erschienen, in einer Box gemeinsam mit Rivettes Film Duelle, in der Reihe Les films de ma vie. (Französische Originalfassung.)